# Teen Choice Awards 2000
Teen Choice Awards 2000 — вторая церемония награждения премией Teen Choice Awards в 2000 году в Санта Монике, штат Калифорния. Транслировалась на телеканале Fox.

## Исполнители
- 98 Degrees — «Give Me Just One Night (Una Noche)»
- BBMak — «Back Here»
- No Doubt — «Simple Kind of Life»
- Энрике Иглесиас — «Be with You»

## Ведущие
- 98 Degrees
- Алия
- Джессика Альба
- Шири Эпплби
- Джейсон Бер
- Джастин Берфилд
- Адам Каролла
- Аарон Картер
- Рэйчел Ли Кук
- Карсон Дэйли
- Маджандра Делфино
- Энди Дик
- Dr. Dre
- Брендан Фер
- Джейми Фокс
- Билл Голдберг
- Кэти Гриффин
- Hanson
- Мелисса Джоан Харт
- Кэтрин Хайгл
- Дженнифер Лав Хьюитт
- Хоку
- Рики Лейк
- Ананда Льюис
- Кристофер Мастерсон
- Джереми МакГрат
- Пинк
- Фредди Принц младший
- Кери Рассел
- Лили Собески
- Эрик Пер Салливан
- Мишель Трахтенберг
- Usher
- Vitamin C
- Пол Уокер
- Майкл Уэтерли

## Номинанты
Победители выделены жирным текстом.

### Фильмы
| Teen Choice Awards лучшему актёру | Teen Choice Awards лучшей актрисе |
| --- | --- |
| - Бен Аффлек — Азартные игры - Джейсон Биггз — Американский пирог - Том Круз — Миссия: невыполнима 2 - Мэтт Деймон — Талантливый мистер Рипли - Леонардо ДиКаприо — Пляж - Омар Эппс — Любовь и баскетбол - Тоби Магуайр — Правила виноделов - Фредди Принц младший — Только ты и я | - Камерон Диас — Быть Джоном Малковичем - Кирстен Данст — Девственницы-самоубийцы - Анджелина Джоли — Прерванная жизнь - Натали Портман — Там, где сердце - Кристина Риччи — Сонная Лощина - Джулия Робертс — Эрин Брокович - Джулия Стайлз — Только ты и я - Шарлиз Терон — Правила виноделов |
| Фильм: Лучшая драма | Фильм: Лучшая комедия |
| - Красота по-американски - Пляж - Правила виноделов - Прерванная жизнь - Любовь и баскетбол - Ромео должен умереть - Шестое чувство - Талантливый мистер Рипли | - Американский пирог - Остин Пауэрс: Шпион, который меня соблазнил - Мужчина по вызову - Только ты и я - В поисках галактики - Фанатик - Дорожное приключение - Любой ценой |
| Фильм: Лучший злодей | Фильм: Прорыв |
| - Бен Аффлек — Бойлерная - Энди Дик — Дорожное приключение - Скотт Фоули — Крик 3 - Джеймс Франко — Любой ценой - Хелен Миррен — Убить миссис Тингл - Тревор Морган — Шестое чувство - Майк Майерс — Остин Пауэрс: Шпион, который меня соблазнил - Seann William Scott — Американский пирог | - Уэс Бентли — Красота по-американски - Джош Хартнетт — Здесь на Земле - Крис Клейн — Американский пирог - Джуд Лоу — Талантливый мистер Рипли - Хэйли Джоэл Осмент — Шестое чувство - Лили Собески — Здесь на Земле - Мена Сувари — Красота по-американски - Хилари Суэнк — Парни не плачут   |
| Выбор: химия кино | Фильм: Лучшая сцена ярости |
| - Дэвид Аркетт & Кортни Кокс — Крик 3 - Джейсон Биггз — Американский пирог - Леонардо ДиКаприо & Виржини Ледуайен — Пляж - Омар Эппс & Санаа Лэтэн — Любовь и баскетбол - Кэти Холмс & Бэрри Уотсон — Убить миссис Тингл - Брекин Мейер & Эми Смарт — Дорожное приключение - Майк Майерс & Минди Стерлинг — Остин Пауэрс: Шпион, который меня соблазнил - Фредди Принц младший & Джулия Стайлз — Только ты и я | - Розанна Аркетт — Девять ярдов - Джоан Кьюсак — История игрушек 2 - Джоан Кьюсак — Фанатик - Камерон Диас — Каждое воскресенье - Анджелина Джоли — Прерванная жизнь - Лиза Кудроу — Отбой - Джоди Лин О’Киф — Любой ценой - Бен Стиллер — Таинственные люди                                   |
| Выбор: Лучший лжец | Выбор: Летний фильм |
| - Мэтт Деймон — Талантливый мистер Рипли - Том Грин — Дорожное приключение - Джошуа Джексон — Черепа - Крис Клейн — Американский пирог - Тоби Магуайр — Вундеркинды - Стив Мартин — Клёвый парень - Аманда Пит — Девять ярдов - Джованни Рибизи — Бойлерная | - Джейсон Биггз — Неудачник - Джим Керри — Я, снова я и Ирэн - Том Круз — Миссия: невыполнима 2 - Мартин Лоуренс — Дом большой мамочки |
| Выбор: летний фильм | |
| - Дом большой мамочки - Угнать за 60 секунд - Неудачник - Я, снова я и Ирэн - Патриот - Очень страшное кино - Шафт - Люди Икс | |

### Телевидение
| ТВ — Лучший актёр | ТВ — Лучшая актриса |
| --- | --- |
| - Джейсон Бер — Город пришельцев - Дэвид Бореаназ — Ангел - Скотт Фоули — Фелисити - Тофер Грейс — Шоу 70−х - Сет Грин — Баффи — истребительница вампиров - Джошуа Джексон — Бухта Доусона - Фрэнки Муниз — Малкольм в центре внимания - Скотт Спидман — Фелисити           | - Шири Эпплби — Город пришельцев - Лесли Бибб — Лучшие - Сара Мишель Геллар — Баффи — истребительница вампиров - Энн Хэтэуэй — Будь собой - Кэти Холмс — Бухта Доусона - Мила Кунис — Шоу 70−х - Карли Поуп — Лучшие - Кери Рассел — Фелисити |
| Лучший драматический сериал | Лучшее комедийное телевизионное шоу |
| - Седьмое небо - Баффи — истребительница вампиров - Зачарованные - Бухта Доусона - Фелисити - Будь собой - Опять и снова - Город пришельцев | - Друзья - Журнал мод - Малкольм в центре внимания - Лучшие - Симпсоны - Шоу 70−х - The Tom Green Show - Уилл и Грейс |
| Выбор: ТВ шоу | ТВ Личность |
| - Ангел - Дружище - Будь собой - Making the Band - Малкольм в центре внимания - Лучшие - Город пришельцев - Общий запрос в прямом эфире | - Карсон Дэйли - Том Грин - Крис Кэттэн - Ананда Льюис - Реджис Филбин - Уильям Шетнер - Sock Puppet - Космический призрак |
| ТВ кореш | |
| - Брендан Фер — Город пришельцев - Иэн Гомес — Фелисити - Элисон Хэннигэн — Баффи — истребительница вампиров - Шон Хейс — Уилл и Грейс - Эми Джо Джонсон — Фелисити - Рон Лестер — Лучшие - Джеймс Марстерс — Баффи — истребительница вампиров - Дэнни Мастерсон — Шоу 70−х | |

### Музыка
References:
| Лучший певец | Лучшая певица |
| --- | --- |
| - Марк Энтони - D'Angelo - Dr. Dre - Кид Рок - Ленни Кравиц - Рики Мартин - Уилл Смит - Сиско | - Кристина Агилера - Мэрайя Кэри - Мисси Эллиот - Мейси Грэй - Дженнифер Лопес - Мэнди Мур - Джессика Симпсон - Бритни Спирс |
| Лучшая поп группа | Лучшая рок-группа |
| - 702 - 98 Degrees - Backstreet Boys - Destiny's Child - LFO - NSYNC - Savage Garden - TLC | - Blink-182 - Goo Goo Dolls - Korn - Limp Bizkit - Lit - No Doubt - Smash Mouth - Sugar Ray |
| Выбор: Музыка сингл | Выбор: Музыкальный альбом |
| - «All the Small Things» — Blink-182 - «Bye Bye Bye» — NSYNC - «Cowboy» — Кид Рок - «Oops!… I Did It Again» — Бритни Спирс - «Say My Name» — Destiny's Child - «Show Me the Meaning of Being Lonely» — Backstreet Boys - «Someday» — Sugar Ray - «What a Girl Wants» — Кристина Агилера  | - Christina Aguilera — Кристина Агилера - Devil Without a Cause — Кид Рок - Enema of the State — Blink-182 - Millennium — Backstreet Boys - No Strings Attached — NSYNC - Oops!… I Did It Again — Бритни Спирс - Significant Other — Limp Bizkit - Voodoo — D'Angelo |
| Лучшую R&B/Hip-Hop композицию | Лучшая любовная песня |
| - «Forgot About Dre» — Dr. Dre с участием Эминем - «Holla Holla» — Ja Rule - «Hot Boyz» — Мисси Эллиотт - «Imperial» — Rah Digga с участием Баста Раймс - «Say My Name» — Destiny's Child - «Thong Song» — Сиско - «Untitled (How Does It Feel)» — D'Angelo - «You Can Do It» — Айс Кьюб | - «Back at One» — Брайан Макнайт - «From the Bottom of My Broken Heart» — Бритни Спирс - «I Knew I Loved You» — Savage Garden - «I Turn to You» — Кристина Агилера - «I Wanna Love You Forever» — Джессика Симпсон - «Show Me the Meaning of Being Lonely» — Backstreet Boys - «Thank God I Found You» — Мэрайя Кэри с участием 98 Degrees и Joe - «Where You Are» — Джессика Симпсон с участием Ник Лаше |
| Choice Music — Breakout Artist | Лучшее музыкальное видео |
| - Марк Энтони - Blink-182 - Filter - Мэйси Грэй - Энрике Иглесиас - Пинк - Джессика Симпсон - Сиско | - «Adam's Song» — Blink-182 - «I Do» — Blaque - «It's Gonna Be Me» — NSYNC - «The One» — Backstreet Boys - «Oops!… I Did It Again» — Бритни Спирс - «Pumping on Your Stereo» — Supergrass - «The Real Slim Shady» — Эминем - «Thong Song» — Сиско |
| Выбор: летняя песня | |
| - «Be with You» — Энрике Иглесиас - «I Turn to You» — Кристина Агилера - «Incomplete» — Сиско - «It's Gonna Be Me» — NSYNC - «Oops!… I Did It Again» — Бритни Спирс - «The Real Slim Shady» — Эминем - «There You Go» — Пинк - «Try Again» — Алия                                        | |

### Разное
References:
| Лучший красавчик | Лучшая красавица |
| --- | --- |
| - Ник Картер - Энрике Иглесиас - Эштон Кутчер - Райан Филипп - Иван Сергей - Джастин Тимберлейк - Пол Уокер - Шейн Уэст            | - Кристина Агилера - Рэйчел Ли Кук - Сара Мишель Геллар - Дженнифер Лав Хьюитт - Lil’ Kim - Дженнифер Лопес - Джессика Симпсон - Бритни Спирс |
| Лучший комедиант | Лучший спортсмен |
| - Джим Керри - Кэти Гриффин - Мартин Лоуренс - Джей Лено - Дэвид Леттерман - Крис Рок - Адам Сэндлер - Шон Уайанс                  | - Андре Агасси - Коби Брайант - Винс Картер - Кен Гриффи - Дерек Джетер - Сэмми Соса - Курт Уорнер - Тайгер Вудс                              |
| Лучший женский атлет | Лучший экстремальный спортсмен |
| - Брэнди Честейн - Линдсэй Девенпорт - Миа Хэмм - Мартина Хингис - Чамик Холдскло - Мишель Кван - Доминик Мосеану - Дженни Томпсон | - Томми Клоуерс - Лейрд Гамильтон - Тони Хоук - Баки Ласек - Джереми МакГрат - Дэйв Мирра - Шон Палмер - Келли Слейтер                        |
| Лучшая экстремальная спортсменка                                                                                                   | Лучший профессиональный борец |
| - Меган Абубо - Лиза Андерсен - Лэйн Бичли - Холли Бек - Тара Дэкайдс - Даллас Фрайдэй - Вики Голден - Лайя Санс                   | - Big Show - Чайна - Билл Голдберг - Джефф Харди - Крис Джерико - Кевин Нэш - Дуэйн Джонсон - Triple H                                        |
| Лучшая модель | |
| - Тайра Бэнкс - Каприс Буре - Жизель Бюндхен - Джейми Кинг - Ребекка Ромейн - Антонио Сабато мл. - Молли Симс - Ким Смит           | |